# Kanton Saint-Lô-1
 Saint-Lô-1  is een kanton van het Franse departement Manche. Het kanton maakt deel uit van de arrondissementen Saint-Lô (13) en  Coutances (1).

In 2019 telde het  inwoners.

Het kanton werd gevormd ingevolge het decreet van 25 februari 2014 met uitwerking op 22 maart 2015, met Saint-Lô als hoofdplaats.

## Gemeenten
Het kanton omvatte bij zijn vorming 12 gemeenten en een deel van Saint-Lô.
Op 1 januari 2016 werden de gemeenten La Chapelle-en-Juger en Hébécrevon samengevoegd tot de fusiegemeente (commune nouvelle) Thèreval  en de gemeenten  Lozon et Marigny samengevoegd tot de fusiegemeente (commune nouvelle) Marigny-Le-Lozon.

 Op 1 januari 2017 werden de gemeenten Remilly-sur-Lozon en Le Mesnil-Vigot van het kanton Saint-Lô-1 en Les Champs-de-Losque van het kanton Pont-Hébert samengevoegd tot de fusiegemeente (commune nouvelle)  Remilly Les Marais.
Het decreet van 5 maart heeft de fusiegemeente Remilly Les Marais in haar geheel toegewezen aan het kanton Saint-Lô-1.
Sindsdien omvat het kanton volgende  gemeenten: 
- Agneaux
- Le Lorey
- Marigny-Le-Lozon
- Le Mesnil-Amey
- Le Mesnil-Eury
- Montreuil-sur-Lozon
- Remilly Les Marais
- Saint-Gilles
- Saint-Lô (hoofdplaats) (westelijk deel)
- Thèreval